# Harmony Tan
Harmony Tan (Parigi, 11 settembre 1997) è una tennista francese.

## Carriera
In carriera si è aggiudicata 11 titoli in singolare e 1 titolo in doppio nel circuito ITF. In singolare ha raggiunto la 90ª posizione il 4 aprile 2022, mentre in doppio la 302ª il 14º settembre 2020.

## Statistiche ITF

### Singolare

#### Vittorie (11)
| Torneo $100.000 (0) |
| Torneo $80.000 (0)  |
| Torneo $75.000 (0)  |
| Torneo $60.000 (1)  |
| Torneo $50.000 (0)  |
| Torneo $40.000 (2)  |
| Torneo $25.000 (3)  |
| Torneo $15.000 (2)  |
| Torneo $10.000 (3)  |

| N.  | Data              | Torneo                                      | Superficie  | Avversaria in finale    | Punteggio        |
| 1.  | 26 settembre 2015 | Tennis Club HAC/Hydra Alger, Algeri         | Terra rossa | Amandine Cazeaux        | 7–5, 7–5         |
| 2.  | 15 agosto 2016    | ITF Women's Circuit Medellín, Medellín      | Terra rossa | Fernanda Brito          | 6–2, 7–5         |
| 3.  | 1º ottobre 2016   | ITF Women's Circuit Melilla, Melilla        | Terra rossa | María José Luque Moreno | 7–6(4), 6–4      |
| 4.  | 26 marzo 2017     | Óbidos Ladies Open, Óbidos                  | Sintetico   | María José Luque Moreno | 6–3, 6(5)–7, 6–3 |
| 5.  | 11 marzo 2018     | Circuito Feminino Future de Tênis, Campinas | Terra rossa | Alice Ramé              | 6-2, 6-0         |
| 6.  | 14 ottobre 2018   | Open Feminin 50, Cherbourg-en-Cotentin      | Cemento (i) | Loudmilla Bencheikh     | 7–6(5), 6–3      |
| 7.  | 31 gennaio 2021   | Open GDF SUEZ 42, Andrézieux-Bouthéon       | Cemento (i) | Jaqueline Cristian      | 3-6, 6-2, 6-1    |
| 8.  | 10 ottobre 2021   | Loule Ladies Open, Loulé                    | Cemento     | Ellen Perez             | 6-4, 6-4         |
| 9.  | 21 ottobre 2023   | Faro Ladies Open, Faro                      | Cemento     | Manon Léonard           | 6-0, 6-2         |
| 10. | 3 marzo 2024      | Engie Open Mâcon, Mâcon                     | Cemento (i) | Audrey Albié            | 6-2, 6-0         |
| 11. | 4 maggio 2025     | Open Internacional Ciudad de Yecla, Yecla   | Cemento     | Darija Snihur           | 3-6, 6-3, 6-1    |

#### Sconfitte (12)
| Torneo $100.000 (0) |
| Torneo $80.000 (0)  |
| Torneo $75.000 (0)  |
| Torneo $60.000 (1)  |
| Torneo $50.000 (0)  |
| Torneo $40.000 (2)  |
| Torneo $25.000 (5)  |
| Torneo $15.000 (0)  |
| Torneo $10.000 (4)  |

| N.  | Data              | Torneo                                                       | Superficie  | Avversaria in finale | Punteggio     |
| 1.  | 23 febbraio 2014  | Open GDF SUEZ de la Ville de Macon, Mâcon                    | Cemento (i) | Eva Wacanno          | 1–6, 6(4)–7   |
| 2.  | 10 agosto 2014    | Caracas Women Open, Caracas                                  | Cemento     | María Irigoyen       | 1-6, 3-6      |
| 3.  | 21 settembre 2014 | Tlemcen Open, Tlemcen                                        | Terra rossa | Margarita Lazarëva   | 6(3)-7, 2-6   |
| 4.  | 17 aprile 2016    | Circuito Feminino Future de Tênis, Lins                      | Terra rossa | Paula Ormaechea      | 3-6, 2-6      |
| 5.  | 27 agosto 2016    | ITF Women's Circuit Cali, Cali                               | Terra rossa | Sof'ja Žuk           | 2-6, 4-6      |
| 6.  | 10 febbraio 2019  | Open GDF Suez De L'Isere, Grenoble                           | Cemento (i) | Vitalija D'jačenko   | 1-6, 4-6      |
| 7.  | 13 ottobre 2019   | Open Feminin 50, Cherbourg-en-Cotentin                       | Cemento (i) | Océane Dodin         | 4-6, 2-6      |
| 8.  | 26 gennaio 2020   | Open Féminin de tennis de l'Ile de Saint-Martin, Petit-Bourg | Cemento     | Nadia Podoroska      | 5-7, 5-7      |
| 9.  | 19 settembre 2021 | Portugal Ladies Open, Caldas da Rainha                       | Cemento     | Zheng Saisai         | 4-6, 6-3, 3-6 |
| 10. | 2 luglio 2023     | Open Generali Ciudad de Palma del Río, Palma del Río         | Cemento     | Valerija Savinych    | 5-7, 3-6      |
| 11. | 19 luglio 2025    | Lexus British Pro Series Nottingham, Nottingham              | Cemento     | Zhang Shuai          | 4-6, 2-6      |
| 12. | 17 agosto 2025    | Lexus British Pro Series Aldershot, Aldershot                | Cemento     | Hiromi Abe           | 6(4)-7, 2-6   |

### Doppio

#### Vittorie (1)
| Torneo $100.000 (0) |
| Torneo $80.000 (1)  |
| Torneo $75.000 (0)  |
| Torneo $60.000 (0)  |
| Torneo $50.000 (0)  |
| Torneo $40.000 (0)  |
| Torneo $25.000 (0)  |
| Torneo $15.000 (0)  |
| Torneo $10.000 (0)  |

| N. | Data            | Torneo                                         | Superficie  | Compagna       | Avversarie in finale              | Punteggio |
| 1. | 27 ottobre 2019 | Internationaux Féminins de la Vienne, Poitiers | Cemento (i) | Amandine Hesse | Tayisiya Morderger Yana Morderger | 6-4, 6-2  |

#### Sconfitte (1)
| Torneo $100.000 (0) |
| Torneo $80.000 (0)  |
| Torneo $75.000 (0)  |
| Torneo $60.000 (0)  |
| Torneo $50.000 (0)  |
| Torneo $40.000 (0)  |
| Torneo $25.000 (1)  |
| Torneo $15.000 (0)  |
| Torneo $10.000 (0)  |

| N. | Data             | Torneo                                      | Superficie  | Compagna     | Avversarie in finale          | Punteggio |
| 1. | 24 febbraio 2018 | Circuito Feminino Future de Tênis, Curitiba | Terra rossa | Audrey Albié | Hsu Chieh-yu Marcela Zacarías | 0–6, 3–6  |